# ゲゲゲの鬼太郎 (テレビアニメ第2シリーズ)
『ゲゲゲの鬼太郎』（ゲゲゲのきたろう）は、1971年10月7日から1972年9月28日までフジテレビほかで全45話が放送された、東映アニメーション制作のテレビアニメ。水木しげるの漫画『ゲゲゲの鬼太郎』を原作とする、妖怪アニメ作品のテレビシリーズとしては2シリーズ目に当たる。

## 概要
前番組の『さすらいの太陽』が半年で終了したことによって、1971年10月7日に放送スタートした。
前作である第1シリーズから2年半後の製作。スタッフ・キャストはほぼそのままでカラー作品となり、前作と同様に高い支持を得た。全52週（後述する本放送中の再放送を参照）の平均視聴率は17.0％（ビデオリサーチ関東地区調べ）。第1〜第5シリーズの中で掲載誌のクレジットが唯一小学館の雑誌である。話数的には歴代で一番少ないが、前作からの続編であるため総話数でカウントすれば全110話となり、後年のアニメシリーズとも同じくらいの長期シリーズとなる。
本作より猫娘がレギュラーに加わる。第1シリーズの完全な続編という位置づけであるため、エピソードのリメイクは行われなかった。このことにより、「鬼太郎」以外の水木作品を原作に転用した回が全体の約半分を占める（前作の末期でも「海じじい」「なまはげ」の二本の先例がある）。これらの作品はもともと単体で物語が完結しているため、鬼太郎がストーリーに介入する余地が少なく、「正義の鬼太郎が悪い妖怪をやっつける」という子供番組としての基幹コンセプトから外れて、鬼太郎が単なる傍観者で終わってしまう話や、非常に怖く救いのない話も続出した。その反面、風刺色や怪奇色の強い大人向け作品を取り上げたことにより、水木作品の持つピュアなエッセンスの忠実な映像化に成功した。
鬼太郎・目玉おやじ・ねずみ男・猫娘の4名がメインキャラクター。鬼太郎・目玉おやじ・ねずみ男は毎回登場して、猫娘は姿を見せない回があった。
「鬼太郎」以外の水木作品を原作に転用した回では、それぞれ本作独自の活躍や行動を見せている。
前作に続き、本シリーズもほとんどの事件は各話毎に解決し、通常は無関係な単発の話が進行するが、第34話からは「鬼太郎」以外の水木作品の「サラリーマン死神」も単発エピソードと同時進行で数本アニメ化され、水木作品でもおなじみの死神が準レギュラーとして登場する。鬼太郎たちとは敵対もしながら閻魔大王の命令で死者の魂を集めるノルマを果たすために哀愁も漂わせる描写がなされ、本作の持ち味の一つとなった。最終回の第45話は、この死神のノルマの本シリーズにおける一応の決着が描かれた。
原作の意図をよく理解したスタッフは当時の風俗や世相などを取り入れて、鬼太郎たちメインの妖怪キャラ4人に各役割を与えたことで、風刺やアイロニー、人間の業の深さなどを描き切り、他のシリーズには見受けられない強いメッセージ性と独特の深い味わいを持ったシリーズとなった。テレビアニメの「タイガーマスク」を終えたスタッフが合流していることなどにより、第1シリーズに比べて劇画調の強いタッチの絵柄が増え、前述のような異色の物語群を一層特徴あるものに仕上げている。
次回予告は、前作同様に出演声優が交代で担当し、時々鬼太郎のナレーションもあったが、大半はキャラの声ではなく各回の出演声優による普通の予告ナレーションで解説する形式が取られた。
本作品は52週放送したが、一部の話数の再放送があるため、実際の制作話数は45話である。
番組は1972年9月28日の放送分を以って終了。同年10月5日からは『ハゼドン』がスタート。
再放送の少なかった第1シリーズと違い、第2シリーズは夏休みの子供向けアニメの定番としてその後何度も再放送され、リアルタイムでない世代のファンも多く生み出した。1980年代に東映より販売されたビデオソフトには、第1シリーズと区別するため「新・ゲゲゲの鬼太郎」というタイトルが表記されていた。

## キャスト
- 鬼太郎 - 野沢雅子
- 目玉おやじ - 田の中勇[注 2]
- ねずみ男 - 大塚周夫
- ねこ娘 - 小串容子
- 砂かけばばあ - 山本圭子[注 3]
- 子泣きじじい - 矢田耕司[注 4]
- 一反もめん - 山田俊司（第14話）
- ぬりかべ - 山田俊司（第2話）
- 山小僧（呼子）[注 5] - 山田俊司[注 6]（第30話）
- 死神 - 神山卓三
- 死神パシャ - 鈴木泰明（第45話）

## スタッフ
- 製作担当：江藤昌治
- 企画：斉藤侑
- 原作：水木しげる
- 音楽：いずみたく
- 作画：山口泰弘、白土武、兼森義則、生頼昭憲、角田紘一、友永和秀、才田俊次、山内昇寿郎、清山滋崇、金田伊功 他
- 撮影：藤橋秀行、菅谷正昭、不破孝喜、井出昭一郎、細田民男、武井利晴、高橋宏固、山根恵、高梨洋一、白根基万、池田浩二
- 編集：上中哲夫、大八木康行、本山収、山下竹雄
- 録音：荒川文雄、波多野勲、二宮健治、神原広巳、高橋拓夫、酒上伸弘
- 効果：大平紀義
- 記録：池田紀代子、熊沢直美、大橋千加子、中嶋晴代、的場節代、中村直美、河島利子、井上ふみ子、佐伯節子、高野ヒサ子、早見佐代子、黒石陽子、花野ひろ子
- 選曲：賀川晴男→宮下滋
- 現像：東映化学
- 制作：東映、フジテレビ

## 主題歌

### オープニングテーマ
「ゲゲゲの鬼太郎」
熊倉一雄（キングレコード・朝日ソノラマ）によるオープニングテーマ。作詞は水木しげる、作曲はいずみたく、編曲は大柿隆（映像ではクレジット無し）。
本作はシリーズで唯一効果音が入っている。

### エンディングテーマ
「カランコロンの歌」
加藤みどりとコロムビアゆりかご会（日本コロムビア）によるエンディングテーマ。作詞は水木しげる、作曲はいずみたく、編曲は親泊正昇。

## 各話リスト
本作では第4話以外は鬼太郎役の野沢雅子によるタイトルコールがない。
| 話数 | 放送日         | サブタイトル           | 脚本     | 演出       | 作画監督      | 美術     |
| ---- | -------------- | ---------------------- | -------- | ---------- | ------------- | -------- |
| 1    | 1971年 10月7日 | 妖怪復活               | 雪室俊一 | 白根徳重   | 生頼昭憲      | 秦秀信   |
| 2    | 10月14日       | 妖怪反物               | 安藤豊弘 | 西沢信孝   | 我妻宏        | 下川忠海 |
| 3    | 10月21日       | 妖怪大裁判             | 三芳加也 | 山口康男   | 窪詔之        | 秦秀信   |
| 4    | 10月28日       | 雨ふり天狗             | 辻真先   | 田宮武     | 白土武        | 福本智雄 |
| 5    | 11月4日        | あしまがり             | 柴田夏余 | 高畑勲     | 森利夫        | 下川忠海 |
| 6    | 11月11日       | 死人つき               | 安藤豊弘 | 茂野一清   | 国保誠        | 下川忠海 |
| 7    | 11月18日       | 猫又                   | 雪室俊一 | 新田義方   | 大工原章      | 福本智雄 |
| 8    | 11月25日       | マンモスフラワー       | 辻真先   | 蕪木登喜司 | 我妻宏        | 秦秀信   |
| 9    | 12月2日        | 髪さま                 | 柴田夏余 | 山口康男   | 江藤文男      | 下川忠海 |
| 10   | 12月9日        | アンコールワットの亡霊 | 雪室俊一 | 西沢信孝   | 白土武        | 福本智雄 |
| 11   | 12月16日       | 土ころび               | 安藤豊弘 | 白根徳重   | 野田卓雄      | 秦秀信   |
| 12   | 12月23日       | やまたのおろち         | 辻真先   | 茂野一清   | 大工原章      | 福本智雄 |
| 13   | 12月30日       | かまぼこ               | 柴田夏余 | 設楽博     | 菊池城二      | 下川忠海 |
| 14   | 1972年 1月6日  | 怪自動車               | 三芳加也 | 山本寛巳   | 白土武        | 福本智雄 |
| 15   | 1月13日        | 牛鬼                   | 安藤豊弘 | 西沢信孝   | 江藤文男      | 秦秀信   |
| 16   | 1月20日        | 南からの招き           | 辻真先   | 山口康男   | 生頼昭憲      | 秦秀信   |
| 17   | 1月27日        | 縁切り虫               | 雪室俊一 | 設楽博     | 白土武        | 福本智雄 |
| 18   | 2月3日         | 幸福という名の怪物     | 安藤豊弘 | 茂野一清   | 国保誠        | 福本智雄 |
| 19   | 2月10日        | 釜鳴り                 | 辻真先   | 山本寛巳   | 江藤文男      | 福本智雄 |
| 20   | 2月17日        | ふくろさげ             | 安藤豊弘 | 蕪木登喜司 | 森利夫        | 秦秀信   |
| 21   | 2月24日        | 心配屋                 | 柴田夏余 | 白根徳重   | 菊池城二      | 福本智雄 |
| 22   | 3月2日         | 地獄の水               | 雪室俊一 | 山口康男   | 白土武        | 秦秀信   |
| 23   | 3月9日         | 逆餅殺し               | 安藤豊弘 | 白根徳重   | 野田卓雄      | 福本智雄 |
| 24   | 3月23日        | 傘ばけ                 | 辻真先   | 笠井由勝   | 菊地城二      | 下川忠海 |
| 25   | 3月30日        | まぼろしの汽車         | 柴田夏余 | 茂野一清   | 白土武        | 秦秀信   |
| 26   | 4月6日         | 大首                   | 雪室俊一 | 西沢信孝   | 生頼昭憲      | 福本智雄 |
| 27   | 4月13日        | いやみ                 | 安藤豊弘 | 山本寛巳   | 白土武        | 横井三郎 |
| 28   | 4月20日        | あかなめ               | 辻真先   | 設楽博     | 小松原一男    | 秦秀信   |
| 29   | 4月27日        | ダイダラボッチ         | 柴田夏余 | 山口康男   | 国保誠        | 下川忠海 |
| 30   | 5月4日         | 死神                   | 雪室俊一 | 蕪木登喜司 | 森利夫        | 福本智雄 |
| 31   | 5月11日        | 赤舌                   | 安藤豊弘 | 高見義雄   | 森利夫        | 福本智雄 |
| 32   | 5月25日        | 目目連                 | 辻真先   | 白根徳重   | 我妻宏 白土武 | 土田勇   |
| 33   | 6月1日         | 悪魔ブエル             | 柴田夏余 | 新田義方   | 野田卓雄      | 福本智雄 |
| 34   | 6月15日        | 死神とサトリ           | 雪室俊一 | 西沢信孝   | 白土武        | 土田勇   |
| 35   | 6月22日        | イースター島奇談       | 安藤豊弘 | 茂野一清   | 小松原一男    | 秦秀信   |
| 36   | 6月29日        | 妖怪屋敷               | 辻真先   | 設楽博     | 我妻宏        | 秦秀信   |
| 37   | 7月13日        | 地相眼                 | 柴田夏余 | 笠井由勝   | 生頼昭憲      | 秦秀信   |
| 38   | 7月20日        | 隠れ里の死神           | 雪室俊一 | 山口康男   | 小松原一男    | 下川忠海 |
| 39   | 7月27日        | 妖怪水車               | 安藤豊弘 | 高見義雄   | 森利夫        | 福本智雄 |
| 40   | 8月10日        | 原始さん               | 辻真先   | 白根徳重   | 我妻宏        | 福本智雄 |
| 41   | 8月17日        | 霊形手術               | 柴田夏余 | 新田義方   | 小松原一男    | 秦秀信   |
| 42   | 8月24日        | 死神と貧乏神           | 雪室俊一 | 西沢信孝   | 国保誠        | 土田勇   |
| 43   | 9月7日         | 足跡の怪               | 安藤豊弘 | 茂野一清   | 森利夫        | 福本智雄 |
| 44   | 9月21日        | 雨神ユムチャック       | 辻真先   | 及部保雄   | 我妻宏        | 土田勇   |
| 45   | 9月28日        | 死神のノルマ           | 雪室俊一 | 中村一     | 野田卓雄      | 秦忠海   |

本作はCM前後のアイキャッチが無い。

## 放送局
- フジテレビ（制作局）：木曜 19:00 - 19:30
- 札幌テレビ：木曜 19:00 - 19:30（1972年3月まで）[1]
  - 北海道文化放送：木曜 19:00 - 19:30（1972年4月から。サービス放送期間中も札幌テレビと並行して放送された。）[2]
- 青森放送：火曜 18:00 - 18:30（1973年3月まで）→ 火曜 17:55 - 18:25（1973年4月から）[3]
- 岩手放送：木曜 18:00 - 18:30[4]
- 秋田テレビ：木曜 19:00 - 19:30[5]
- 山形テレビ：木曜 19:00 - 19:30[5]
- 仙台放送：木曜 19:00 - 19:30[5]
- 福島中央テレビ（1976年に放送）：月曜 - 金曜 17:00 - 17:30[6]
- 長野放送
- テレビ静岡
- 東海テレビ
- 富山テレビ：木曜 19:00 - 19:30[7]
- 石川テレビ：木曜 19:00 - 19:30[7]
- 関西テレビ
- テレビ岡山
- 広島テレビ
- テレビ高知
- テレビ西日本
- サガテレビ
- テレビ長崎
- テレビ宮崎（1972年1月6日放送開始）：木曜 18:00 - 18:30
- 南日本放送：火曜 18:00 - 18:30[8]

## 映画
- 1980年7月12日 - 『ゲゲゲの鬼太郎 地相眼』（第37話を劇場用にブローアップ再編集。第2シリーズDVD-BOXに収録）
『鬼太郎』劇場版は大半がテレビシリーズ継続中に上映されており、TVシリーズ終了後に上映されたのは本作が初。
同時上映は『白雪姫』（ウォルト・ディズニー・プロ作品、再映）、『電子戦隊デンジマン』『魔法少女ララベル 海が呼ぶ夏休み』の計3本。

## 商品情報

### VHS
劇場版はなし。TV放送版全45話収録。
1、2巻は『新・ゲゲゲの鬼太郎』、3巻以降は『ゲゲゲの鬼太郎』表記。ビデオに記載された話数は再放送分を含んだ全52話換算での話数。以下のような収録がなされている。（ ）は予告編の収録話数。2巻、5巻に、いずれも第1シリーズの第1話「おばけナイター」、第2話「夜叉」の予告編が入っていた。
| - 1巻：2、3、7話収録（4、5、6） - 2巻：8、14、25話収録 - 3巻：12、19、23話収録（13、15、16） - 4巻：4、5、9話収録（30、31、32） - 5巻：6、10、15、24話収録 - 6巻：11、16、32、35話収録（17、18、19、20） - 7巻：13、17、31、37話収録（14、15、21、22） | - 8巻：18、34、36、41話収録（19、20、21、22） - 9巻：21、27、30、39話収録（22、23、28、29） - 10巻：22、29、38、44話収録（17、18、19、20） - 11巻：20、26、28話収録（33、40、43） - 12巻：33、40、43話収録（41、42、45） - 13巻：1、42、45話収録（2、3、4） - ゲゲゲの鬼太郎・妖怪水車：初ビデオ作品。東映芸能ビデオより限定発売。 |

### DVD
販売元：ポニーキャニオン、発売元：東映アニメーション、フジテレビジョン
レンタルDVDは2008年5月30日からレンタル開始。
| ゲゲゲの鬼太郎 70's | ゲゲゲの鬼太郎 70's | ゲゲゲの鬼太郎 70's | ゲゲゲの鬼太郎 70's |
| 巻数                | 発売日              | 品番                | 収録話              |
| ------------------- | ------------------- | ------------------- | ------------------- |
| 1                   | 2008年5月30日       | PCBE-52925          | 第1話 - 第6話       |
| 2                   | 2008年6月27日       | PCBE-52926          | 第7話 - 第12話      |
| 3                   | 2008年7月25日       | PCBE-52927          | 第13話 - 第18話     |
| 4                   | 2008年8月29日       | PCBE-52928          | 第19話 - 第24話     |
| 5                   | 2008年9月17日       | PCBE-52929          | 第25話 - 第30話     |
| 6                   | 2008年10月31日      | PCBE-52930          | 第31話 - 第35話     |
| 7                   | 2008年11月28日      | PCBE-52931          | 第36話 - 第40話     |
| 8                   | 2008年12月26日      | PCBE-52932          | 第41話 - 第45話     |

BOX
| タイトル                                            | 発売日        | 品番                        | 収録話                              |
| --------------------------------------------------- | ------------- | --------------------------- | ----------------------------------- |
| ゲゲゲの鬼太郎 1971 DVD-BOX ゲゲゲBOX70's           | 2006年12月6日 | PCBE-62268 完全予約限定生産 | 全45話                              |
| ゲゲゲの鬼太郎 ゲゲゲBOX 60's＆70's 2ボックスセット | 2006年12月6日 | PCBE-62269 完全予約限定生産 | 第1シリーズ全65話 第2シリーズ全45話 |

### CD
- ゲゲゲの鬼太郎 '60's + '70's ミュージックファイル（2006年12月6日発売、品番：PCCG-00816）
第1、第2シリーズのBGMや主題歌、エンディングなどを収録。CD2枚組。発売元はポニーキャニオン。

### オムニバス
- テレビアニメ版 ゲゲゲの鬼太郎テーマコレクション（2007年9月26日発売、品番：NECA-30203）
第1シリーズから第5シリーズ第26話までの各主題歌を収録。第1、第2シリーズの曲はTVサイズでの収録（ただし、歌詞はフルサイズで掲載されている）で、「鬼太郎オリンピック」は未収録。発売元はインデックスミュージック。
- ゲゲゲの鬼太郎・コレクション（2008年3月23日発売、品番：NECA-30225）
アニメ放送開始以来、多様なジャンルのアーティストがカバーしてきた主題歌「ゲゲゲの鬼太郎」を収録。発売元はインデックスミュージック。
- ゲゲゲの愛蔵盤 水木しげるの映像世界 TV主題歌ベスト（2010年12月22日発売、品番：KICA-2401）
『ゲゲゲの鬼太郎』、『悪魔くん』、『河童の三平』のテレビ主題歌や挿入歌を収録。発売元はキングレコード。
- ゲゲゲの鬼太郎 歴代主題歌集（2019年3月20日発売、品番：COCX-40763）
第1シリーズから第6シリーズのオープニング主題歌や、カヴァー・ヴァージョンなどを収録。発売元は日本コロムビア。